# 拿破仑二世
拿破仑二世（法語：Napoléon II，1811年3月20日—1832年7月22日），即弗朗茨·约瑟夫·夏尔·波拿巴（François Joseph Charles Bonaparte），拿破仑一世与帕爾馬女公爵玛丽·路易莎之子，生于杜伊勒里宫。
他出世后即被封作“羅馬國王”，为拿破仑一世法兰西第一帝国皇位的继承人。1813年拿破仑一世在莱比锡戰役中战败，次年反法同盟进入巴黎，法国参议院随即废除了拿破仑一世的帝位。拿破仑一世在枫丹白露宮宣布退位，在退位诏书中他希望由“罗马国王”即位、路易莎皇后摄政。但是在保王的塔列朗游说下，反法同盟最终使波旁王朝复辟。拿破仑一世失败后，弗朗茨被母亲带到她位于帕尔马的领地，后来又被送到维也纳他的外祖父神奧地利皇帝弗朗茨一世那里，他的封号也先后被改为帕尔马亲王（1814年－1818年）和莱希斯塔德公爵（1818年－1832年）。尽管他实际上并没有真正继位，“波拿巴派”——拿破仑的支持者依然称弗朗茨为“拿破仑二世”或是“罗马国王”。由于身患肺结核，弗朗茨身体状况一直很差，终就在1832年一樣于维也纳去世。部份史家归咎于当时奥地利总理梅特涅的刻意陷害，特别是令其青年时至严苛军校求学致健康受损。

## 出生

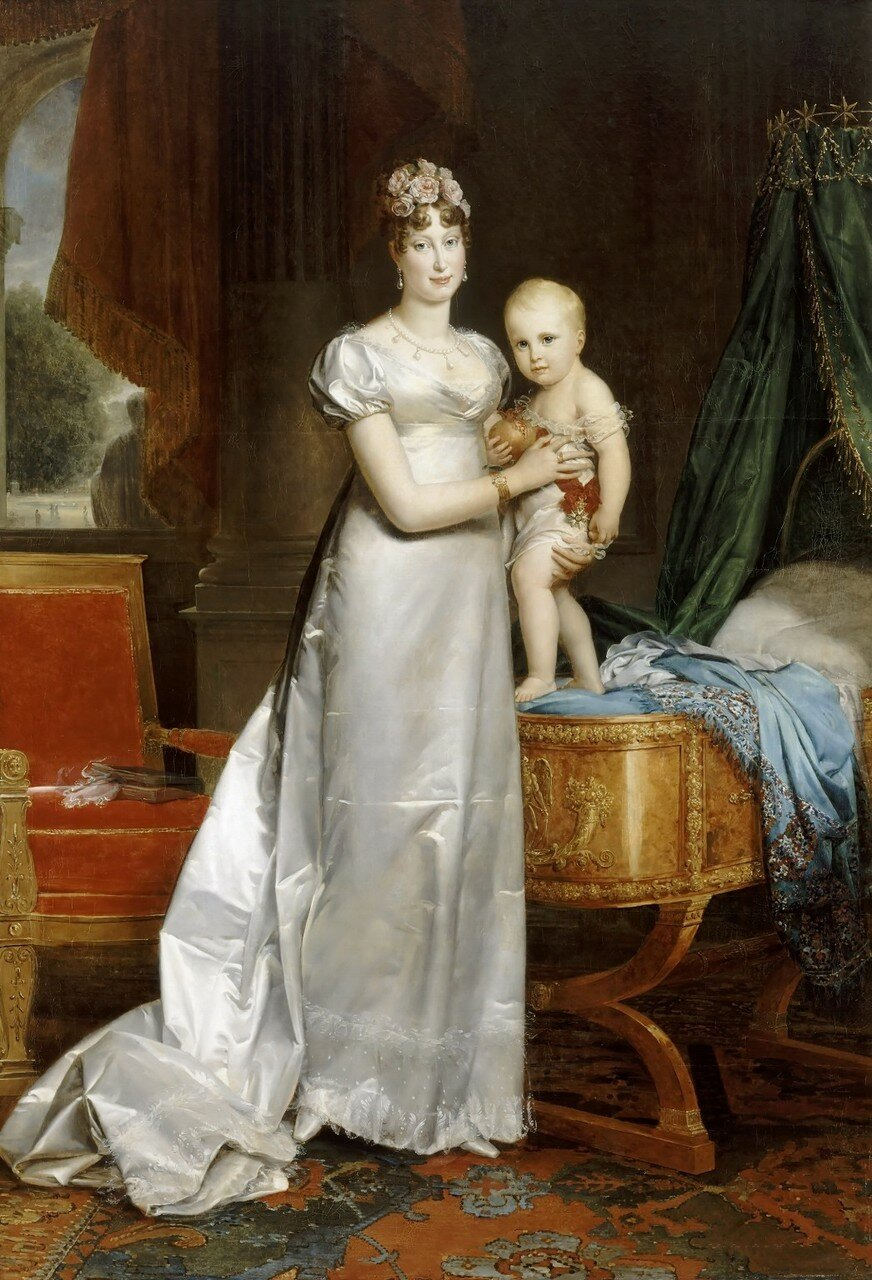
帕爾馬公爵路易莎和弗朗茨

拿破仑二世于1811年5月20日的早晨在极为困难的分娩中降生。拿破仑一世在早上五点抵达产房时，医生忧虑地告知皇帝其不得不在保住皇后和保住胎儿之间做出选择。拿破仑一世则平静地声称他完全能够和玛利亚·路易莎再要一个孩子。
医生开始手术并安抚皇后，因为此时皇后正为剧烈的疼痛所折磨，并且害怕他们会为了保住婴儿而牺牲掉她。最终婴儿成功降生，并立即被冠以罗马王的名号，出生证明立即在博阿尔内的尤金和玛丽·路易丝的叔叔维尔茨堡大公在场的情况下口述。
为了庆祝男性继承人的诞生，一百响礼炮鸣响，所有的公共建筑的灯光彻夜点亮，剧院即兴表演，诗人创作了无数的临时作品。人们期待已久的皇子，即波拿巴王朝的延续者诞生了。

## 罗马王
根据1810年2月17日的参议院决议，新生的婴儿被立刻授予罗马王的头衔。这个头衔也是为了提醒教皇庇护七世罗马如今不过是法兰西帝国130个省中的一个（特雷韦省，后被称作罗马省）而已。另外，拿破仑一世也有意以这种方式宣示继承神圣罗马帝国的法统，因经选举而得出的神圣罗马帝国继承人乃是罗马人之王。
皇子降生的喜悦并未持续太久。法国的财政受累于咖啡和糖的投机炒作以及农业歉收，另一方面法国的公众舆论尤其聚焦于防范俄国侵犯华沙大公国。尽管如此，拿破仑一世还是想要给新生的婴儿的洗礼以最大的关注，9月16日在巴黎圣母院举办了庄重的洗礼仪式。但随后皇帝的重心转向俄罗斯，也并没有人关心皇帝的儿子了。
1812年10月发生的事件可以说明人们对罗马王的态度。 10月23日半夜，马莱特将军企图发动政变。他宣城拿破仑一世两周前已经在莫斯科附近死亡，并由此下令组建临时政府，但阴谋很快就被发现：六天后，包括马莱特本人在内的十二名支持者被枪决。
拿破仑一世此时的精力集中在俄罗斯上，因为皇帝深知皇子的降生并无法从根本上稳固波拿巴王朝。列夫·托尔斯泰的《战争与和平》中写道，在博罗季诺战役的前一天，一张皇子的肖像画被送到皇帝手上，皇帝声称：“我的儿子是法国最漂亮的孩子。”可这幅肖像在从俄国撤退期间丢失了，在某种意义上成为不祥的预兆。

## 帝国的崩塌和百日王朝
1813年德国战役期间，皇帝和皇后的书信往来非常频繁。 皇帝多次表示希望尽快见到儿子和妻子，这一愿望终于在1813年得以实现。 然而与此同时，梅特涅代表奥地利向法国宣战，并废除了1810年由联姻建立的法奥联盟。1814年1月25日，拿破仑告别他的儿子，离开巴黎指挥法国战役。这也是皇帝最后一次见到他的儿子。
与此同时普鲁士、俄国、奥地利和英国达成了反对拿破仑的协议并准备进攻混乱中的巴黎，3月28日夜，约瑟夫·波拿巴、塔列朗以及政府的重要官员聚集在一起商讨皇子是否应该撤离首都。在战争大臣克拉克的坚持下，最终决定让皇后和皇子前往朗布依埃避难。
1814年4月4日枫丹白露条约签订，拿破仑签署了退位文件，并在其中试图维持其儿子的继承权利。但在4月6日拿破仑不得不最终放弃了他和他后代的王位，4月11日波旁王朝复辟，拿破仑二世失去了持续短暂的王位。
玛利亚·路易莎一直让拿破仑不要担忧自己和儿子的情况以及健康，但实际上：皇后染病，并且健康状况每况愈下，促使其寻找别的地方避难。枫丹白露条约给予玛利亚·路易莎以及未来的罗马王以帕尔马、皮亚琴察以及瓜斯塔拉的爵位，但实际上剥夺了罗马王任何可能的权力。玛利亚·路易莎写信给她的父亲奥皇弗朗茨一世请求安全保护，并以在未来放弃政治活动作为交换条件。在同一份书信中，她警告称她所在的地区有三千哥萨克人。4月9日母子动身前往奥尔良，但梅特涅迫使其返回朗布依埃。一个周后，玛利亚·路易莎终于在朗布依埃与其父亲相会。

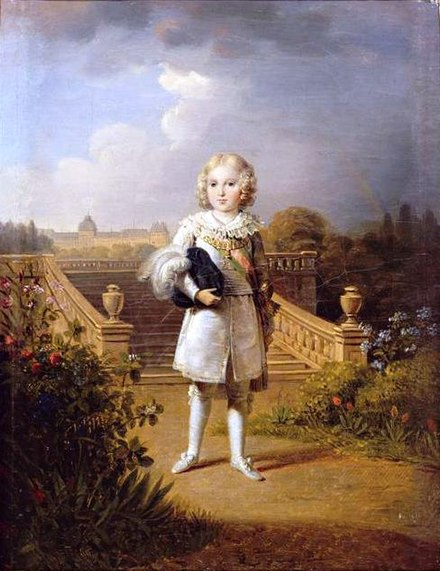
拿破仑二世在杜伊勒里宫花园

拿破仑在1814年4月20日与他的士兵们致敬告别前往厄尔巴岛。与此同时，在朗布依埃，斐迪南·冯·特劳特曼斯多夫奉命将孩子和他的母亲带回维也纳，车队由奥地利人护送。
玛利亚·路易莎回到了熟悉的首都并获准前往厄尔巴岛和拿破仑重归于好。但前提是罗马王必须留在维也纳接受奈佩尔格伯爵的“陪伴”，以防止其回到厄尔巴岛的拿破仑身边。
罗马王此时拥有帕尔马亲王的头衔，因为5月30日的《巴黎条约》确认了1814年4月9日的《枫丹白露条约》，该条约第 5 条规定：
“帕尔马、皮亚琴察和瓜斯塔拉公国的完全所有权和主权将交给国王陛下。玛丽亚·路易莎皇后。他们将传给他的儿子及其直系后裔。他的儿子将获得帕尔马、皮亚琴察和瓜斯塔拉王子的头衔。”
然而由于百日王朝的原因，之后1817年6月10日的条约又明确剥夺了玛丽亚·路易莎之子罗马王对帕尔马的所有权和权利。这一点已在1815年6月9日维也纳会议法案第 99 条得到体现。
玛丽亚·路易莎最终将儿子留在了维也纳并动身前往帕尔马。她被迫承认她的儿子是私生子，因为约瑟芬与拿破仑的婚姻并没有被教皇本人废除。
百日王朝期间，1815年4月22日颁布的《帝国宪法》附加法案赋予了复辟的拿破仑二世帝国亲王的头衔，但没有授予罗马国王的头衔。百日王朝结束时，1815年6月22日在爱丽舍宫起草的退位书写道：“我的政治生涯结束了，我宣布我的儿子为法国皇帝拿破仑二世”。
此时百日王朝政府委员会发布的所有文件中都将罗马王指定为皇帝，虽然拿破仑二世当时住在敌国首都维也纳。1815年7月8日，路易十八进入巴黎复辟。因此根据官方文件可以从法理上认为拿破仑二世为1815年6月22日至7月7日期间的法国皇帝。

## 在奥地利

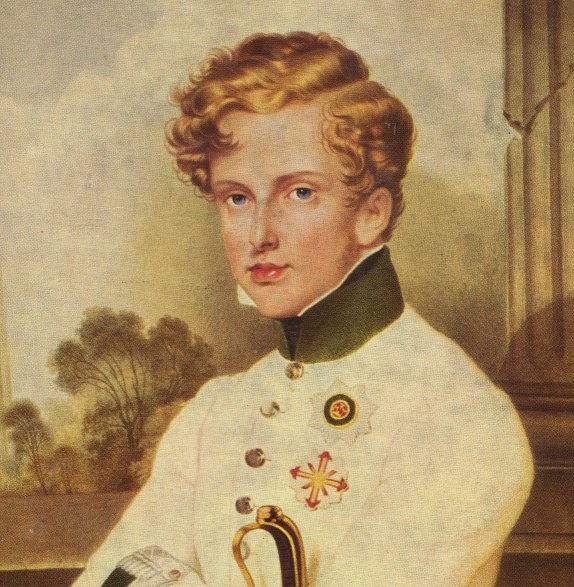
穿着奥地利军装的赖希施塔特公爵，莫里茨·迈克尔·达芬格

随着拿破仑被囚禁于圣赫勒拿岛，玛利亚·路易莎回到了祖国奥地利。1815年9月2日，他向蒙特贝罗夫人吐露了他希望儿子接受哈布斯堡王朝价值观教育。 
维也纳会议承认玛丽亚·路易莎为帕尔马公爵夫人，但弗朗西斯皇帝此时已经决定，他的侄子不会被允许离开奥地利首都，也永远不会继承母亲成为帕尔马公爵。事实上，他父亲的功绩和逃离厄尔巴岛的经历已经是过去式，而他本人踏上意大利土地对奥地利而言也不存在任何风险。
弗朗茨·约瑟夫·夏尔·波拿巴于1818年7月22日由弗朗茨一世签署文件封为赖希施塔特公爵。
在维也纳期间，他通常的名字只是弗朗茨，他在家人中也以这个名字称呼，他更喜欢这个名字，而不是拿破仑，因为拿破仑让所有人联想起了他的父亲。
在维也纳，他接受了军事教育，对军事生活产生了强烈的热情，穿上军装并组织了第一次宫廷演习。1820年，拿破仑完成了初等学业，开始了真正的军事训练，学习德语、意大利语和数学，并接受有针对性的体育教育。1823 年，年仅 12 岁的他成为奥地利军队的一名学员。 他的监护人形容他是一个聪明、认真、坚定的孩子。他的个子也很高，仅仅十七岁就已经超过了一百八十厘米。
正是由于他的军事热情，一些欧洲君主国开始担忧第二个拿破仑重返法国王位的可能性，奥地利总理梅特涅总是以各种方式阻止他参与政治，阻止他在国家或国际政治或军队中发挥任何作用。

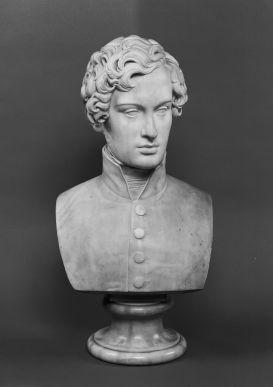
彼得罗·特内拉尼，赖希施塔特公爵弗朗茨的肖像，1830-1835 年

1829年，继父亚当·阿尔伯特·冯·奈佩尔格去世后，随着他的母亲婚姻之前生下了两个非婚生子女的消息被揭露，拿破仑二世开始逐渐与母亲疏远，并开始睁开眼睛看清这一事实——奥地利帝国政府尽可能让他远离政治，以防止他追随父亲的脚步。他向他的朋友安东·冯·普罗克斯-奥斯滕吐露道：“如果约瑟芬是我的母亲，我的父亲就不会被埋葬在圣赫勒拿岛，我也不会被埋葬在维也纳。我的母亲很善良，但很软弱；她不是我父亲需要的妻子。”
1830年，七月革命导致波旁王朝的查理十世退位，巴黎的民众开始呼喊“拿破仑二世万岁！”有人开始考虑让她登上比利时或者波兰的王位。1831年拿破仑二世终于获得了奥地利一个营的指挥权，但他再次不被允许在战场上行动。
在维也纳宫廷任职期间，拿破仑王子与维特尔斯巴赫家族的巴伐利亚公主索菲亚（未来皇帝弗兰茨·约瑟夫的母亲）之间的友谊成为众所周知。索菲亚聪明、雄心勃勃、意志坚强，与她的丈夫弗朗切斯科·卡洛没有什么共同之处，因此索菲亚和拿破仑之间的小道消息开始流传。此外，索菲亚的次子、未来的马克西米利安一世出生于1832年，据推测可能是这段秘密关系的产物。

## 死亡

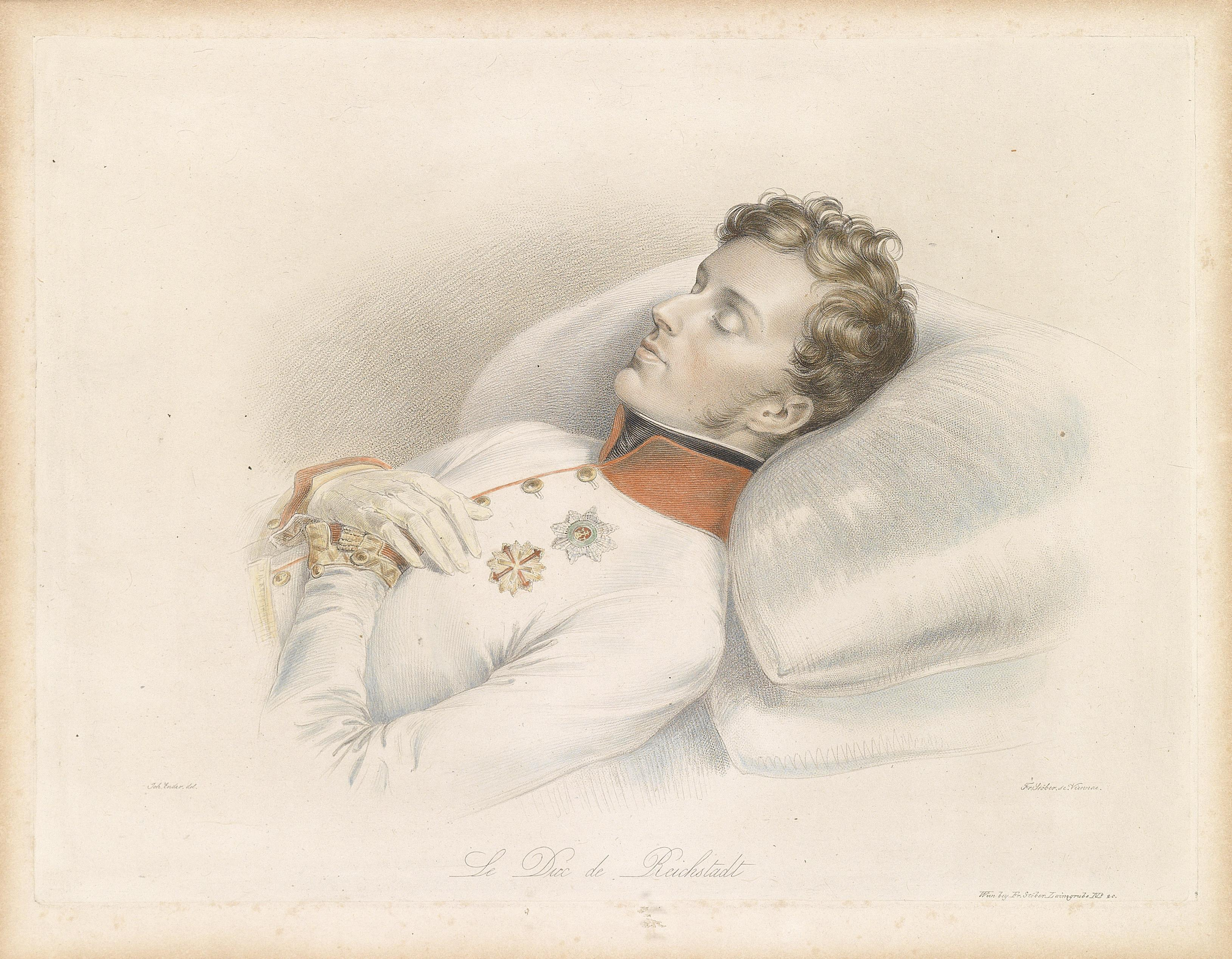
赖希施塔特公爵临终前

1832年，拿破仑二世感染肺炎并为此休养了几个月。就在另一位波拿巴家族成员，曾担任荷兰国王几天的拿破仑·路易·波拿巴去世一年多后，拿破仑二世于1832年7月22日在维也纳美泉宫死于肺结核，没有缔结婚姻，也没有生育孩子。他与奥地利大公合葬于维也纳嘉布遣会墓室。

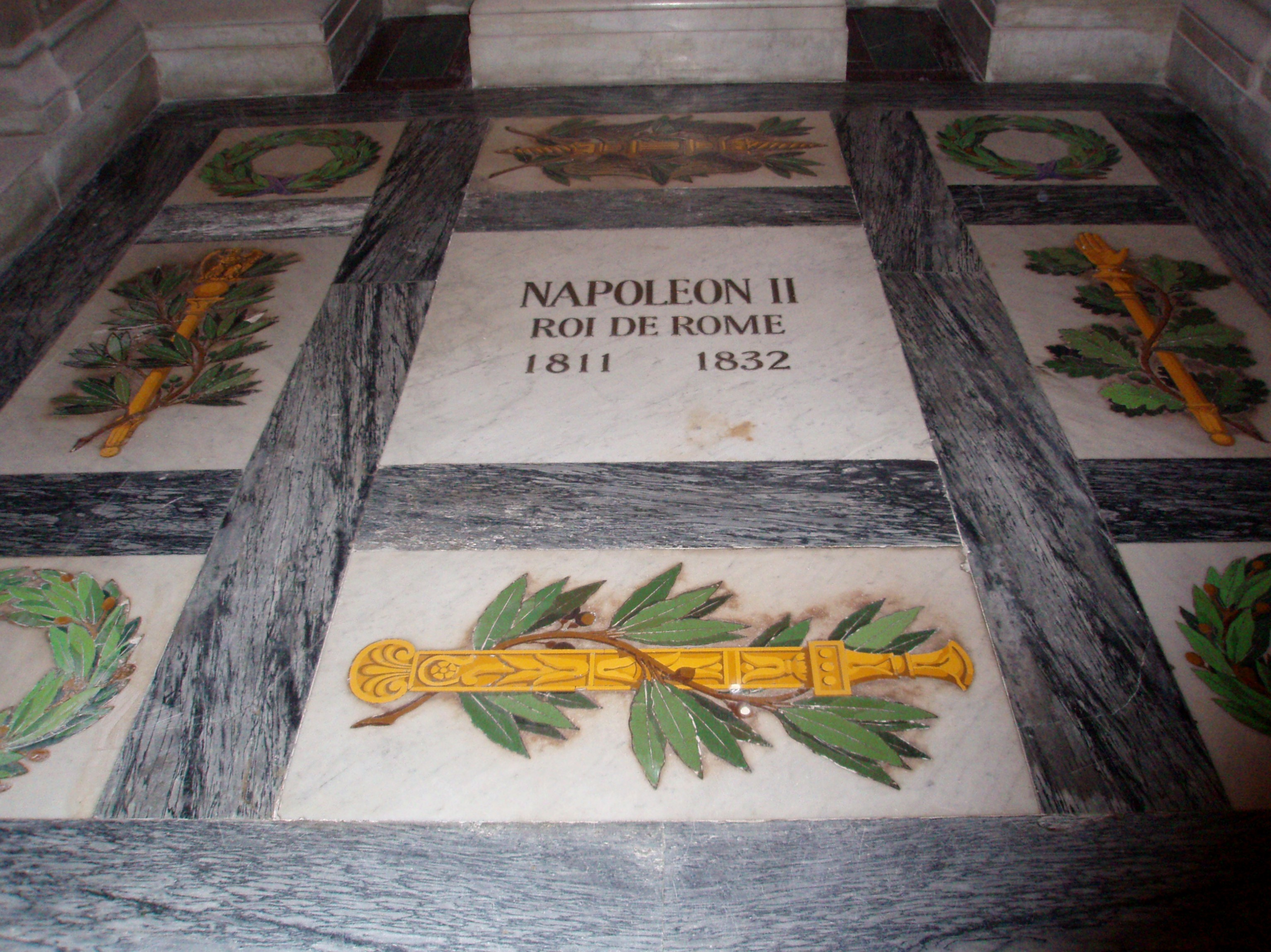
拿破仑二世之墓，巴黎荣军院

1840年12月父亲拿破仑一世的遗体于七月王朝时期归还法国。 过去曾经有一段时间，拿破仑二世的遗体就安葬在他父亲的遗骸旁边。后来，其遗体搬到了下层教堂。1940年12月15日，按照阿道夫·希特勒的命令，他的遗体被转移到荣军院，安置在靠近拿破仑一世的坟墓中，上面刻有 Napoléon II Roi de Rome（罗马拿破仑二世国王）的铭文。选择这个日期是为了纪念1840年12月15日拿破仑遗体移交给荣军院一百周年。 
虽然他的大部分遗体随后被转移到巴黎，但他的心脏和肠子仍然留在维也纳，这是哈布斯堡皇室成员的传统。